# ساندرا پانیوس
ساندرا پانیوس گارسیا-ویامیل (به اسپانیایی: Sandra Paños García-Villamil) دروازه‌بان فوتبال اسپانیایی است که در بارسلونا و تیم ملی فوتبال زنان اسپانیا بازی می‌کند.

## حرفه بین‌المللی
او دروازه‌بان انتخاب اول یورو زیر ۱۷ سال ۲۰۰۹ و یورو زیر ۱۹ سال ۲۰۱۰ و ۲۰۱۱ بود. در سپتامبر ۲۰۱۱ او برای اولین بار توسط تیم ملی بزرگسالان فراخوانده شد و جایگزین ماریا خوزه پونس آسیب‌دیده شد، و پنج ماه بعد او اولین بازی خود را در یک بازی دوستانه مقابل اتریش انجام داد. او در جام جهانی فوتبال زنان ۲۰۱۵ و جام جهانی فوتبال زنان ۲۰۱۹ در ترکیب اسپانیا بود.

## افتخارات

### باشگاهی
بارسلونا
- لیگ برتر: قهرمان، ۲۰–۲۰۱۹
- لیگ قهرمانان اروپای زنان: نایب‌قهرمان، ۱۹–۲۰۱۸
- کوپا د لا رینا: قهرمان، ۲۰۱۷، ۲۰۱۸
- سوپر جام فوتبال زنان اسپانیا: قهرمان، ۲۰۲۰
- کوپا کاتالونیا: قهرمان، ۲۰۱۶، ۲۰۱۷، ۲۰۱۸، ۲۰۱۹

### بین‌المللی
- جام آلگاروه: قهرمان ۲۰۱۷

## زندگی شخصی
برادرش، خاوی، نیز یک فوتبالیست است.